# حلي

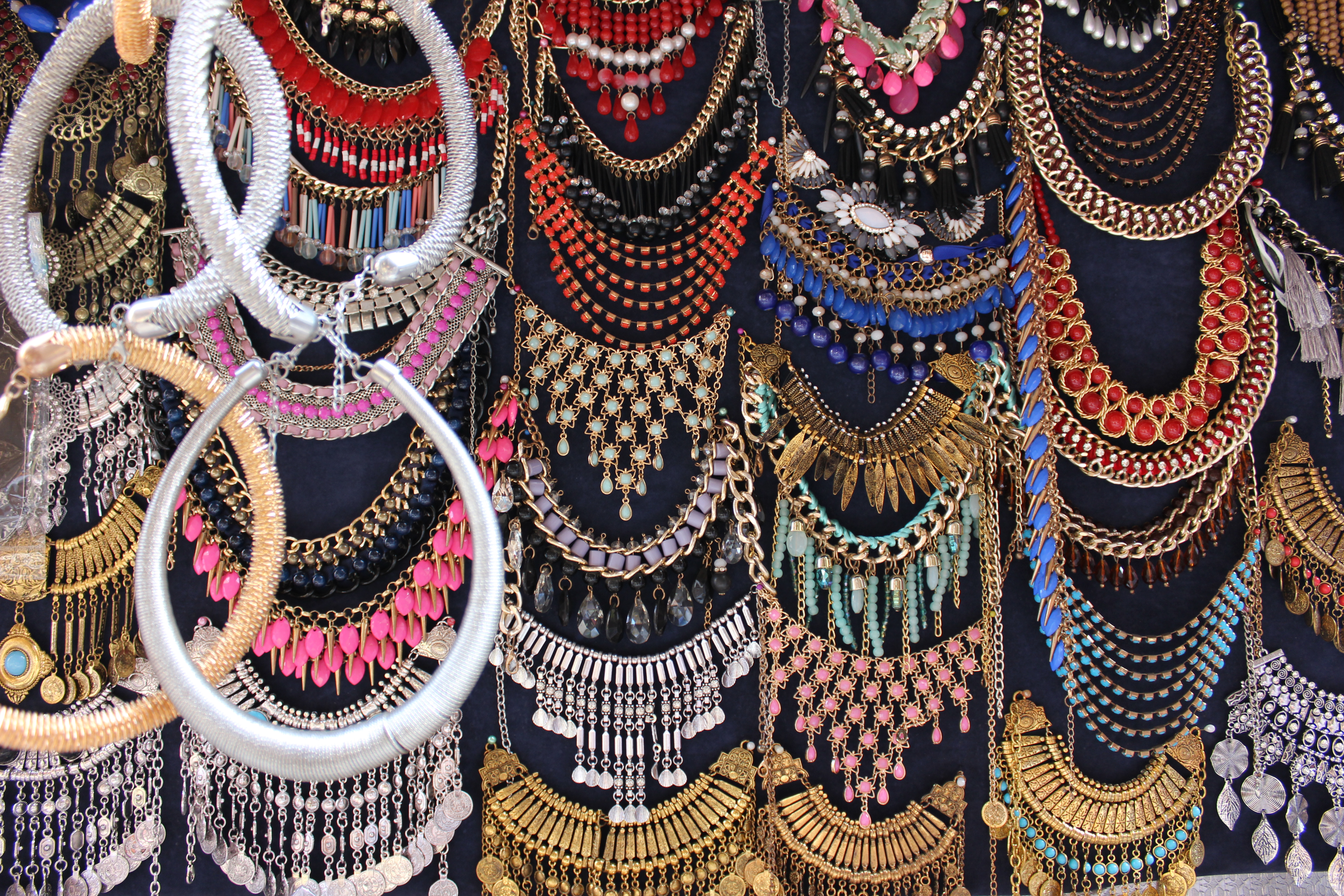
مجموعة من العقود وبعض المجوهرات الاصطناعية معروضة بأحد أسواق شوارع القاهرة القديمة.

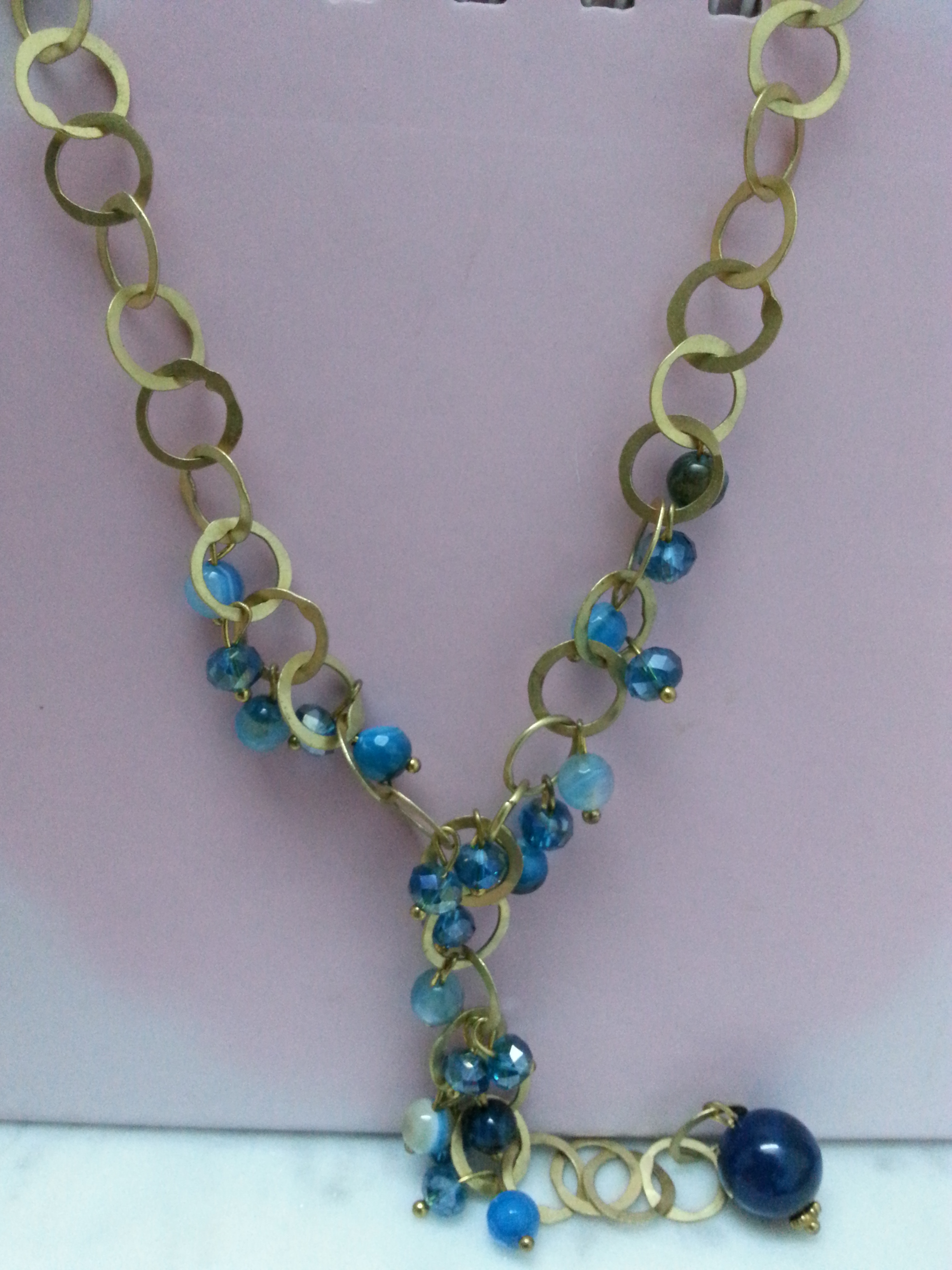
عقد من الحلي للزينة

الحلي هي الأدوات والأغراض التي تستخدم للزينة، من قبل النساء خصوصاً. ربما كان مصدرها من «حلو»، ومعناه الشيء الجميل، وكلمة «حلي» هي كلمة بدأ استخدامها من قديم، وهي كلمة عربية فصيحة، وبالإمكان قول انها يمكن التعبير عن «الحلي» الآن بكلمتي: (مجوهرات) و (إكسسورات).